# Głodowo (Bojano)
Głodowo – część wsi Bojano w Polsce, położona w województwie pomorskim, w powiecie wejherowskim, w gminie Szemud.
W latach 1975–1998 Głodowo administracyjnie należało do województwa gdańskiego.
W miejscowości znajduje się cmentarz żołnierzy radzieckich.